# 聖志のゴルフ宮里流
聖志のゴルフ宮里流（きよしのゴルフみやざとりゅう）は2007年1月7日から同年3月25日までテレビ東京で毎週日曜日17:15-17:20に、(同年4月2日からは毎週月曜日21:54-22:00、系列局のテレビ北海道では毎週土曜日20:54-21:00。独立UHF局の奈良テレビでは毎週日曜日22:54-23:00)に放送されたゴルフレッスンの番組である。その後2011年4月4日から2014年9月29日までは「ゴルフ宮里道場」（番組上の正式タイトルは「ゴルフしようよ!!宮里道場」）のタイトルで毎週月曜日21:54-22:00に放送されていた。

## 概要
宮里三兄妹の長男・宮里聖志が、毎回アマチュアゴルファーに向けてわかりやすいラウンドレッスンを展開する。

## 新春特番
毎年正月にはTXN系列各局に向けた全国放送で宮里優作・宮里藍を含めた三兄弟が勢ぞろいし、試合では見せない素顔の表情を垣間見せたり、3人によるガチンコ勝負のゴルフバトルが送られる。
2011年の正月特番（外部リンク）では、聖志、優作兄弟とゴルフ愛好家のタレント・ゴルゴ松本、ラサール石井、原口あきまさと、当番組のレッスン生でもある山岸舞彩の4人を交えた「ラテン系爆笑ゴルフバトル」が行われた

## 関連する人物
- 山岸舞彩（スポーツキャスター・タレント）

番組の冠スポンサーであるゼビオのイメージCMモデルでもある。番組では準レギュラーのレッスン生として度々出演し、2010年・2011年の新春特番でも司会進行役をしている
- 秀島史香（ナレーター）

番組開始からリニューアルするまでナレーションを担当。J-WAVE『GROOVE LINE』などのナビゲーターとしてもお馴染みであったが妊娠後は降板。しかしこの番組のみ継続していた。ちなみに同じテレビ東京では『クイズ赤恥青恥』のナレーションもしていた。